# Walter L. Groener
Walter L. Groener (* 6. März 1922 in Koblenz) ist ein ehemaliger deutscher Diplomat.

## Leben
Ab 3. Juni 1953 war Groener Kulturattaché in Bogotá. 1962 wurde Groener Wirtschaftsreferent an der Botschaft der Bundesrepublik Deutschland in Santiago de Chile. 1963 wurde Groener in Chile die Carl-Anwandter-Medaille verliehen.
1968 bis 1970 war Groener Botschafter der Zentralafrikanischen Republik. Als Jean-Bédel Bokassa 1970 zur Anerkennung des zweiten deutschen Staates bewogen wurde, wurde Groener als Konsequenz der Hallstein-Doktrin abberufen und nach Mexiko versetzt.
Walter Groener war ab 4. August 1971 Vertreter des Generalkonsuls in Rio de Janeiro. 1975 verlieh ihm Außenminister Azeredo da Silveira den Orden vom Kreuz des Südens.
Bis zum 11. November 1975 (Ausrufung der Volksrepublik Angola durch Agostinho Neto) war Groener Generalkonsul der Bundesrepublik Deutschland in Luanda.
1982 wurde Groener neuer Botschafter in Paraguay.